# Black Lake, Sioux Narrows-Nestor Falls
Black Lake är en sjö i Kanada.   Den ligger i Kenora District och provinsen Ontario, i den sydöstra delen av landet, 1 500 km väster om huvudstaden Ottawa. Black Lake ligger 337 meter över havet. Arean är 3,8 kvadratkilometer. Den sträcker sig 3,3 kilometer i nord-sydlig riktning, och 3,0 kilometer i öst-västlig riktning.
I omgivningarna runt Black Lake växer i huvudsak blandskog. Runt Black Lake är det mycket glesbefolkat, med 5 invånare per kvadratkilometer.